# Monsonia patersonii
Monsonia patersonii är en näveväxtart som beskrevs av Dc.. Monsonia patersonii ingår i släktet hottentottnävor, och familjen näveväxter. Inga underarter finns listade i Catalogue of Life.